# 원시 행성

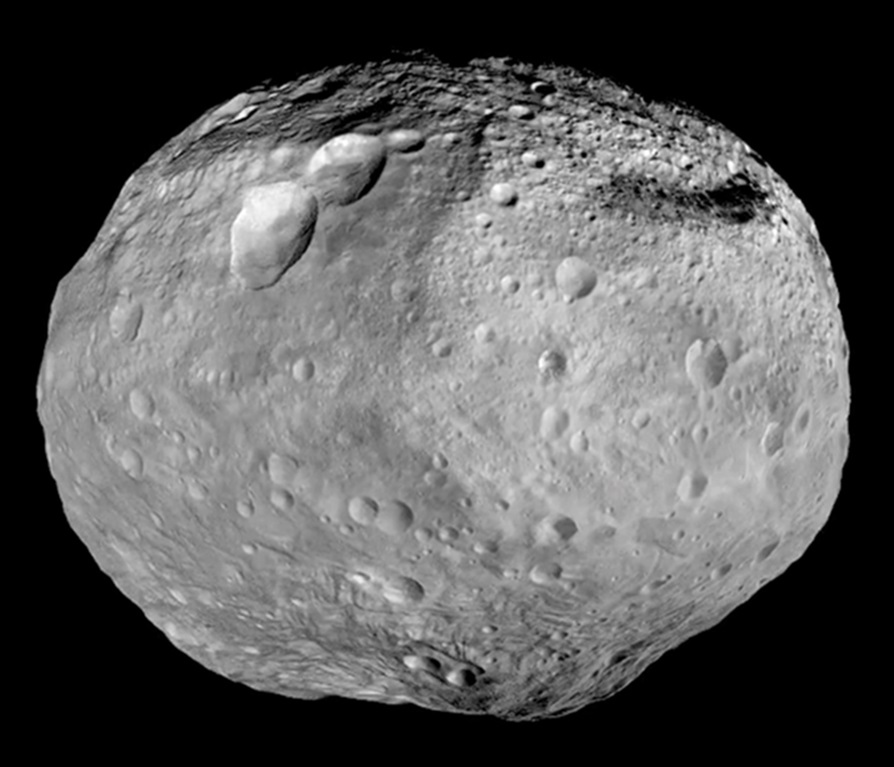
현재까지 남아 있는 원시 행성 4 베스타.

원시 행성(原始行星, protoplanet)은 원시 행성계 원반에서 유래한 행성의 씨앗으로, 내부 가열로 인해 행성 분화가 일어난다. 원시 행성은 몇 킬로미터 크기의 미행성이 서로의 궤도를 교란하여 충돌하며, 하나의 행성으로 융합되어 가는 중간 과정의 천체로 여겨진다.
태양계에서는 미행성의 충돌로 원시 행성 수백 개 가량이 형성되었을 것으로 추정되며, 원시 행성 각각의 질량은 1022 ~ 1023 kg으로 세레스나 명왕성 정도였다. 수백만 년에 걸쳐 서로 충돌하며 행성을 이루는 구체적인 과정은 밝혀지지 않았지만, 서로 충돌하며 더 크고 무거운 다음 세대의 원시 행성을 만드는 과정이 계속 반복되며 결국 행성 몇 개밖에 남지 않을 때까지 이러한 과정이 반복되는 것으로 보고 있다.
초기 원시 행성에는 방사성 물질이 많았지만, 방사성 붕괴로 인해 점차 방사성 원소의 양이 줄어들었다. 방사성 붕괴, 충돌, 중력압으로 인해 원시 행성 일부가 용융되는데, 액체 속에서 무거운 원소가 밑으로 가라앉고 가벼운 원소는 위로 떠올라, 행성 분화가 일어난다. 운석의 종류가 성분별로 나뉘는 것은 행성 분화가 일부 소행성에서 일어났기 때문이다.
거대충돌 가설에서는 태양계 형성 초기에 지구와 원시 행성 테이아가 충돌하여 달이 형성되었다고 본다.
내태양계에서 살아남은 원시 행성은 세레스, 팔라스, 4 베스타 정도가 있다. 프시케는 원시 행성에 강한 충돌이 일어나 바깥 암석층이 날아간 사례로 보고 있으며, 메티스도 프시케와 비슷한 사례로 추정하고 있다. 루테티아도 원시 행성의 특성을 가지고 있다. 카이퍼대의 왜행성도 원시 행성으로 간주하기도 한다. 지구에서 철질운석이 발견되기 때문에, 소행성대에 있던, 핵이 철질인 원시 행성이 존재했는데, 어떠한 이유로 조각나 조각 일부가 운석으로 발견되는 것으로 여기고 있다.
2013년 2월에 최초로 다른 별의 원시 행성계 원반에서 원시 행성이 생겨나는 모습을 직접 관측하였다.

## 같이 보기
- 강착
- 중행성
- 미행성